# Домніца
Домніца (рум. Domnița) — село у повіті Ясси в Румунії. Входить до складу комуни Цибана.
Село розташоване на відстані 303 км на північ від Бухареста, 23 км на південний захід від Ясс.

## Населення
За даними перепису населення 2002 року у селі проживала 1341 особа, усі — румуни. Усі жителі села рідною мовою назвали румунську.